# 拉扎尔·蓬蒂切利
维托里奥·韦内托骑士拉扎尔·蓬蒂切利（義大利語：Lazzaro Ponticelli，1897年12月14日—2008年3月12日），是法国政府承认的最后一位一战老兵。
蓬蒂切利出生于意大利，八岁时独自前往法国。16岁时，他谎报年龄加入法国陆军，并在次年因意大利倒向协约国而转入意大利皇家陆军。战后，他回到巴黎和他的兄弟们创立蓬蒂切利兄弟，至今仍在运营。二战期间，蓬蒂切利为反抗纳粹德国入侵法国加入了抵抗运动。
蓬蒂切利每年都会参加停战日纪念活动。晚年的他批评战争，并把勋章收在鞋盒里。他一度拒绝法国政府提出的国葬安排，但他后来还是同意此要求；作为条件，法国政府须在国葬上提到在战场阵亡的一战士兵。法国总统尼古拉·萨科齐尊重其要求，在国葬上为他们立了一块纪念牌匾。

## 早年生活
拉扎尔·蓬蒂切利出生于意大利北部的皮亚琴察省贝托拉。父亲是让·蓬蒂切利或乔瓦尼·蓬蒂切利，母亲是菲洛梅娜·科尔达尼，家中还有七个兄弟姐妹。他的父亲靠在集市贩卖牲畜为生，同时兼职木匠和鞋匠。他的母亲在家耕地，每年都会往返波河河谷的稻田工作三次。
虽然他们辛苦工作，但孩子们仍吃不饱睡不好。蓬蒂切利两岁时，母亲为了谋求生计搬到法国。父亲和大哥逝世后，蓬蒂切利的家人们陆续搬到巴黎，把蓬蒂切利托付给邻居照顾。
蓬蒂切利在年仅六岁时便外出打工。八岁时攒够钱购买被他视为天堂的巴黎车票，为了前往巴黎他徒步行走34（21英里）来到距离皮亚琴察省最近的火车站。由于他不谙法语，只能在马恩河畔诺让找了一份扫烟囱工作，后又来到巴黎当起了报童。他在13岁时获得了工作许可证。

## 第一次世界大战
1914年8月第一次世界大战爆发后不久，16岁的蓬蒂切利为了报答法国养育之恩，谎报年龄加入法国外籍兵团的第1外籍兵团第4行军团，并在军内发现他的哥哥塞莱斯特·蓬蒂切利。蓬蒂切利于服役期间驻扎在苏瓦松以及凡尔登附近的杜欧蒙，负责挖掘埋尸地和战壕。他曾答应哥哥塞莱斯特会帮助他人，后来他也履行诺言帮助腿部受伤的法军以及手部受伤的德军。
1915年5月，由于意大利跳槽至协约国，蓬蒂切利被迫返回祖国参军。虽然他极力想留在法国军队，但还是被两名国家宪兵押送至都灵加入第3阿尔卑斯山地团，并被派去和奥匈帝国陆军交火。
蓬蒂切利担任机枪手期间，因进攻奥匈帝国山地防御阵遭炮击重伤。之后，他被转至那不勒斯休养，并在康复后重返前线。他曾在受访时表示：「我有次受了伤，尽管血都流进眼睛里了，但我还是继续开枪，因为我知道一旦停下来就死定了。」
蓬蒂切利所属部队曾和奥匈帝国部队停战三周。由于两军共用同个语言，因此他们经常交换面包烟草，互相拍照。蓬蒂切利所属部队曾遭到奥匈帝国毒气袭击，数百名战友阵亡，他则侥幸存活。他后来回忆起战争时光时表示「在战场射杀的每个士兵都是他人之父，战争根本就是彻头彻尾的闹剧。」他在最后一次接受采访时表示「我也对能从战场存活下来也十分惊讶。」

## 蓬蒂切利兄弟

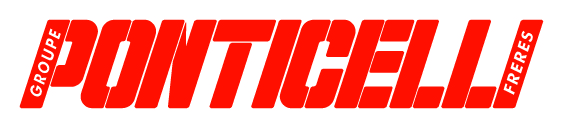
蓬蒂切利兄弟商标

1920年退役后，蓬蒂切利和哥哥塞莱斯特及弟弟邦菲斯创立名为蓬蒂切利兄弟的金属制品公司。该公司位于巴黎十三区，盈利丰厚，为法国和海外地区生产许多产品。1932年，该公司成为私人有限公司，主打烟囱业务。
1939年，蓬蒂切利加入法国国籍，当时正值第二次世界大战期间，由于年事已高不适参军，于是他暗地里运用公司支持法国战役和法国抵抗运动。德国占领法国北部后，公司将工厂迁往自由区。维希法国被德国占领后，工厂回到北部，投入抵抗工作。二战后，公司增设了管道工程部门。
战后，蓬蒂切利继续管理公司至1960年退休。该公司在他逝世时已有4000名员工，营业额达3亿欧元（2005年），和多个公司展开跨国合作。

## 晚年

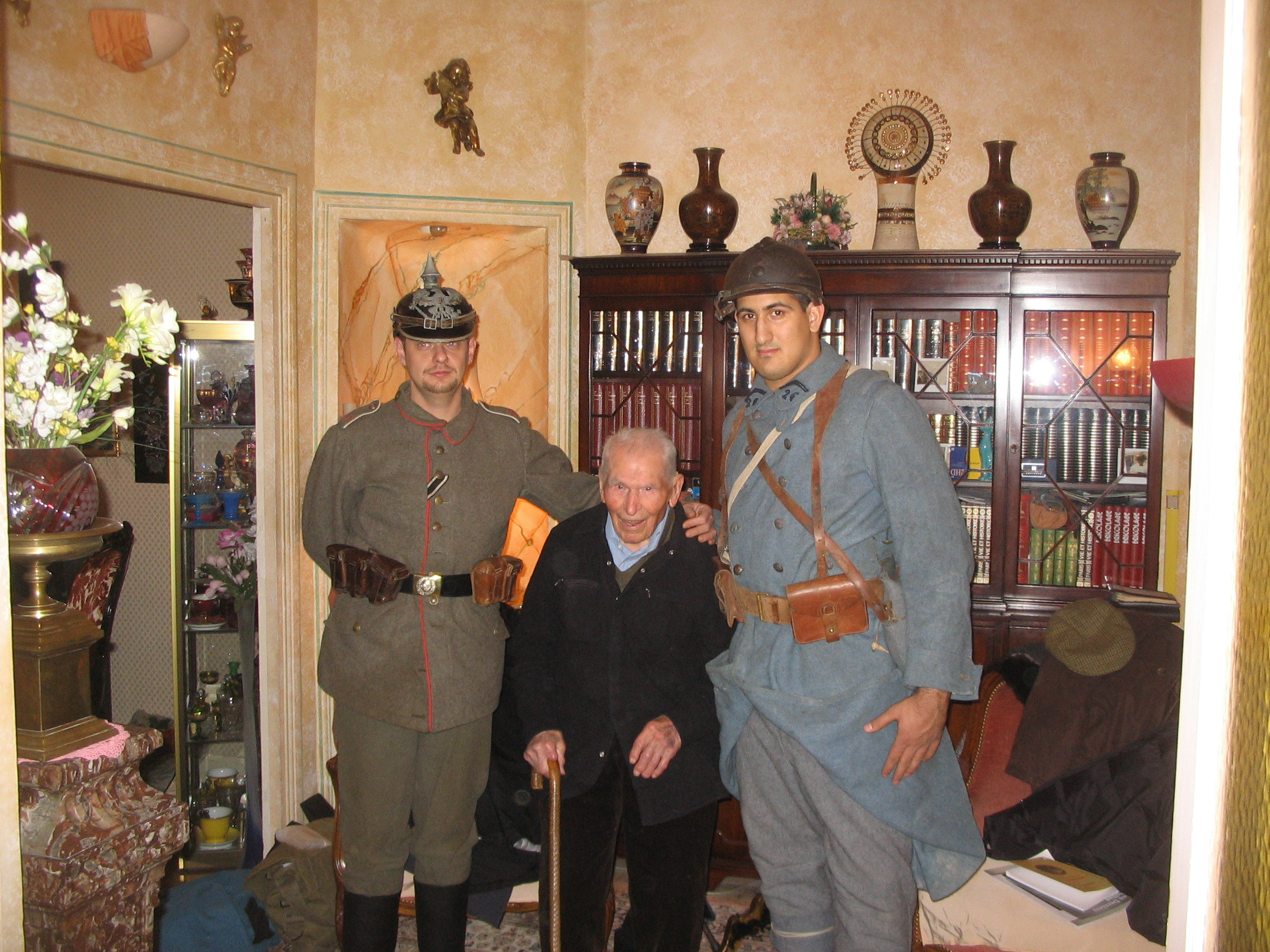
2006年，拉扎尔·蓬蒂切利站在两名身穿老式军服男子中间。

蓬蒂切利去世前一直和女儿居住在勒克雷姆兰-比塞特尔，并参加每年的停战日纪念活动。他还履行公民职责在2007年法国总统选举及2007年法国立法选举时投票。2007年12月，他在国立移民历史城庆祝110岁生日，同时也成为超级人瑞。由于对战争有着悲痛的回忆，使得他将获得的勋章收在鞋盒里。
法国总统雅克·希拉克曾提议为蓬蒂切利举行国葬，但被婉拒。法国倒数第二位一战老兵路易·德·卡泽纳夫于1月20日逝世后，使他成为了法国最后一位一战老兵及毛茸茸，也让他开始重新考虑葬礼事情。最后，他同意以所有第一次世界大战死亡的男女的名义举行小型葬礼。

## 逝世与纪念
2008年3月12日，蓬蒂切利在勒克雷姆兰-比塞特尔家中逝世。法国总统尼古拉·萨科齐表示将设立战争纪念日。他有一位已经78岁名叫雅尼娜·德博舍龙的女儿。
3月17日，法国政府在荣军院的圣路易教堂为他举行国葬，出席者包括政府部长、士兵以及蓬蒂切利的家人。由学者马克斯·加洛負責葬礼的致悼词。
萨科齐在降半旗后为一战老兵纪念牌匾揭幕。法国外籍兵团第3外籍步兵团则抬着蓬蒂切利的棺材。该步兵团原为行军团，是蓬蒂切利一战期间在法国服役的部队。葬礼结束后，他被葬在塞纳河畔伊夫里的伊夫里公墓家族墓地。2008年11月11日，即他逝世后的首个停战日，勒克雷姆兰-比塞特尔的凡尔登路更名为凡尔登-拉扎尔·蓬蒂切利路。